# Махдавикия, Мехди
Мехди́ Махдави́кия (перс. مهدی مهدوی‌کیا‎; родился 24 июля 1977 года в Тегеране) — иранский футболист, полузащитник, игрок сборной Ирана. Выступал за клубы: «Персеполис» (Тегеран), немецкие «Бохум», «Гамбург», франкфуртский «Айнтрахт». Лучший футболист Азии 2003 года. С 1998 года по 2010 выступал в немецкой Бундеслиге.

## Сборная
- Первый матч: 5 декабря 1996 года против сборной Ирака (1:2).
- Последний матч: 17 июня 2009 года против сборной Южной Кореи. Мехди Махдавикия был пожизненно отстранён Федерацией футбола Ирана от участия в играх сборной вместе с Али Карими, Хосейном Кааби и Вахидом Хашемяном за то что вышли в матче против Южной Кореи на поле с зелеными повязками на руках, символизирующими поддержку главного соперника Махмуда Ахмадинежада на президентских выборах 2009 года Мир-Хосейна Мусави[1].

## Командные достижения
- Победитель Кубка Интертото 2005 года
- Чемпион Ирана 1996, 1997 годов
- Обладатель Кубка немецкой лиги 2003 года

## Личные достижения
- Лучший футболист Азии 2003 года.
- Лучший молодой футболист Азии 1997 года.
- Лучший футболист «Гамбурга» сезонов 2002/03, 2003/04.